# I. Fliegerkorps
Das I. Fliegerkorps war ein Großverband der Luftwaffe der Wehrmacht im Zweiten Weltkrieg.

## Geschichte

### Aufstellung
Das I. Fliegerkorps wurde am 11. Oktober 1939 in Köln aus der 1. Flieger-Division gebildet. Am 26. August 1942 erhielt es die Bezeichnung Luftwaffenkommando Don, kehrte aber am 18. Februar 1943 wieder zur alten Bezeichnung zurück.

### 1940
Das I. Fliegerkorps nahm unter dem Kommando der Luftflotte 3 und 2 am Westfeldzug teil. Dazu standen dem Korps am 10. Mai 472 Flugzeuge zur Verfügung, bestehend aus 253 Kampf-, 39 Sturzkampf-, 71 Zerstörer-, 98 Jagd- und 11 Aufklärungsflugzeugen.
Am 14./15. Mai nahm es an der Schlacht von Gembloux teil. Später intervenierte es am 3. Juni mit seinen Bomberverbänden beim Unternehmen Paula, um die im Raum Paris vorhandenen Flugplätze und Flugzeugfabriken durch Luftangriffe zu zerstören.
Ab August 1940, war das Korps wieder der Luftflotte 3 unterstellt, um an der Luftschlacht um England mitzuwirken. Dazu standen dem Korps am 7. September 379 Flugzeuge zur Verfügung, bestehend aus 368 Kampf- und 11 Aufklärungsflugzeugen.

### 1941
Im Juni 1941, in Vorbereitung des Überfalls auf die Sowjetunion, verlegte das Korps zur Luftflotte 1 in den Nordabschnitt der Ostfront. Nach Beginn des Angriffs am 22. Juni griff das Korps drei Tage lang, mit allen verfügbaren Kräften, sowjetische Militärflugplätze an. In dieser Phase wurden die Bomber täglich vier- bis sechsmal, die Sturzkampfbomber sieben- bis achtmal und die Jäger fünf bis achtmal eingesetzt. Anschließend unterstützten die fliegenden Verbände des Korps die Panzergruppe 4 in der Schlacht um das Baltikum und beim anschließenden Vormarsch auf Leningrad. Im August beteiligte sich das Korps, zusammen mit dem Fliegerführer Ostsee, die Evakuierung von Tallinn über die Ostsee zu verhindern. Bei diesem maritimen Unternehmen der Baltischen Flotte evakuierten mehr als zweihundert sowjetische Transport- und Kriegsschiffe mehrere zehntausend Personen aus der abgeschnittenen estnischen Hauptstadt Tallinn. Durch Luftangriffe und durch Seeminen wurden mindestens 52 sowjetische Schiffe (darunter die 5 Zerstörer Jakow Swerdlow, Kalinin, Wolodarski, Artjom und Skory) versenkt. Dabei kamen bis zu 25.000 Menschen ums Leben. Ungefähr 165 sowjetische Schiffe mit 28.000 Personen und 66.000 Tonnen Material kamen in Kronstadt an. Bei der anschließenden Leningrader Blockade ab dem 8. September führten Verbände des Korps Luftangriffe auf Leningrad durch.

### 1942
Am 4. und 5. April 1942 führten die Verbände des Korps, im Rahmen des Unternehmens Eisstoß, zwei Tagluftangriffe auf den Leningrader Hafen durch, um die noch verbliebenen Kriegsschiffe der sowjetischen Baltischen Flotte zu zerstören. Bei diesen zwei Luftangriffen beschädigten die Bomber das Schlachtschiff Oktjabrskaja Rewoljuzija durch vier Bombentreffer, den Kreuzer Maksim Gorki durch sieben Treffer mittleren Kalibers, die Kreuzer Kirow und Petropawlowsk und den Zerstörer Silny durch je einen schweren Treffer, sowie den Zerstörer Grosjaschtschi, den Minenleger Marti und das Schulschiff Swir durch leichtere Treffer. Beschädigt wurden außerdem die Zerstörer Stoyki und Swirepy sowie die Unterseeboote M-79, P-2 und P-3.
Am 20. Juli 1942 verlegte das Korps zur Luftflotte 4 in den Südabschnitt der Ostfront. Dort wurde es am 26. August in Luftwaffenkommando Don umbenannt.

### 1943–1945
Ende März 1943 verlegten die fliegenden Verbände des Korps auf Flugplätze auf der Krim, um von hier aus im Kubanbrückenkopf auf der Taman-Halbinsel zu intervenieren. Dieser von der 17. Armee besetzte Teil des Kaukasusgebiets konnte erst nach dem 9. Oktober 1943, nachdem die deutschen Truppen sich auf die Halbinsel Kertsch zurückzogen, befreit werden. Das Korps griff mit seinen Kampf- und Sturzkampffliegerverbänden in die Bodenkämpfe ein und stellte mit seinen Jagdfliegerverbänden die Luftherrschaft über dem Brückenkopf und der Straße von Kertsch sicher. Dies ermöglichte den Verbänden der Kriegsmarine die im Durchschnitt erforderlichen 4000 t Versorgungsgüter täglich zu liefern.
Sich den Rückzügen des Heeres anschließend, fand sich das Korps im April 1945 in Wels in Österreich wieder. Am 4. April 1945 wurde es in die 18. Flieger-Division umgewandelt.

## Personen

### Kommandierender General
| Dienstgrad          | Name            | Datum                              |
| ------------------- | --------------- | ---------------------------------- |
| General der Flieger | Ulrich Grauert  | 11. Oktober 1939 bis 15. Mai 1941  |
| General der Flieger | Helmuth Förster | 3. Juni 1941 bis 23. August 1941   |
| Generalleutnant     | Günther Korten  | 18. Februar 1943 bis 11. Juni 1943 |
| Generalleutnant     | Alfred Mahncke  | 1. April 1943 bis 25. Juni 1943    |
| Generalmajor        | Karl Angerstein | 26. Juni 1943 bis 6. November 1943 |
| Generalmajor        | Paul Deichmann  | 7. November 1943 bis 3. April 1945 |

### Chef des Stabes
| Dienstgrad     | Name                            | Datum                                  |
| -------------- | ------------------------------- | -------------------------------------- |
| Oberst         | Rudolf Meister                  | 18. Dezember 1939 bis 22. Juni 1940    |
| Oberst         | Walter Boenicke                 | 22. Juni 1940 bis 8. November 1941     |
| Oberstleutnant | Werner Kreipe                   | 8. November 1941 bis 24. August 1942   |
| Oberst         | Klaus Uebe                      | 18. Februar 1943 bis 24. August 1943   |
| Oberstleutnant | Erhart Krafft von Dellmensingen | 31. August 1943 bis 18. Juli 1944      |
| Oberst         | Anselm Brasser                  | 18. Juli 1944 bis 1. August 1944       |
| Oberstleutnant | Erich Bode                      | 10. November 1944 bis 6. Dezember 1944 |

### Erster Generalstabsoffizier
| Dienstgrad     | Name            | Datum                             |
| -------------- | --------------- | --------------------------------- |
| Major          | Ortwin Giesse   | 1. März 1940 bis 18. Juli 1940    |
| Oberstleutnant | Friedrich Lampe | 18. Juli 1940 bis 26. März 1942   |
| Oberstleutnant | Walter Hill     | 26. März 1942 bis 24. August 1942 |

## Unterstellung
| Unterstellung | von              | bis             |
| ------------- | ---------------- | --------------- |
| Luftflotte 3  | 21. Oktober 1939 | 15. Mai 1940    |
| Luftflotte 2  | 15. Mai 1940     | August 1940     |
| Luftflotte 3  | August 1940      | Juni 1941       |
| Luftflotte 1  | Juni 1941        | 19. Juli 1942   |
| Luftflotte 4  | 19. Juli 1942    | 25. August 1942 |
| Luftflotte 4  | 18. Februar 1943 | 4. April 1945   |

## Unterstellte Verbände
| 10. Mai 1940 | |
| --- | --- |
| 10. Mai 1940 | Stab, I., II. und III./Kampfgeschwader 1; III./Kampfgeschwader 28; Stab, I., II. und III./Kampfgeschwader 76; III./Sturzkampfgeschwader 51; II./Zerstörergeschwader 76; II./Zerstörergeschwader 26; I./Jagdgeschwader 77; I./Jagdgeschwader 3; 5./Fernaufklärungsgruppe 122 |
| 13. August 1940 | |
| Stab, I., II. und III./Kampfgeschwader 1; Stab, I., II. und III./Kampfgeschwader 76; Stab, I., II. und III./Kampfgeschwader 77; Lehrstaffel; 5./Fernaufklärungsgruppe 122; 3. und 4./Nahaufklärungsgruppe 32 | |
| 22. Juni 1941 | |
| 5./Fernaufklärungsgruppe 122; Stab, II. und III./Kampfgeschwader 1; Stab I., II. und III./Kampfgeschwader 76; Stab I., II. und III./Kampfgeschwader 77; Stab, I., II. und III./Jagdgeschwader 54, II./Jagdgeschwader 53 | |
| 17. Februar 1943 | |
| I./Kampfgeschwader 1; Stab, I. und III./Kampfgeschwader 3; 14./Kampfgeschwader 27; II. und III./Sturzkampfgeschwader 2; I./Jagdgeschwader 52; Panzerjägerstaffel/Jagdgeschwader 51; 2./Fernaufklärungsgruppe 22; 3./Fernaufklärungsgruppe 100; Nahaufklärungsgruppe 2; Nahaufklärungsgruppe 10 | |
| 26. Juni 1944 | |
| 3./Fernaufklärungsgruppe 121; Nahaufklärungsstaffel 1, Stab Nahaufklärungsgruppe 1 und 2./Nahaufklärungsgruppe 16; Stab, 1. und 2./Nahaufklärungsgruppe 14; Stab, I., II., III. und 15./Jagdgeschwader 52; Stab, I., II., III. und 10.(Pz.)/Schlachtgeschwader 2; II./Schlachtgeschwader 10, 10. und 14./(Pz.)/Schlachtgeschwader 9; Stab, 1., 2. und 3. Nachtschlachtgruppe 5; I./Kampfgeschwader 4; Aufklärungsführer Schwarzes Meer West | |

Anmerkungen
1. ↑  Bedeutung der Abkürzungen, siehe Organisation der Geschwader